# Албания на «Евровидении-2023»
Албания приняла участие в конкурсе песни «Евровидение-2023» в Ливерпуле, Великобритания, с песней «Duje» в исполнении Альбины & Семьи Кельменди Данная песня была выбрана путём отдельного голосования во время национального отборочного конкурса Festivali i Këngës, который был организован Radio Televizioni Shqiptar (RTSH) в декабре 2022 года.

## Предыстория
До конкурса 2023 года Албания участвовала в конкурсе песни «Евровидение» 18 раз с момента своего первого участия в 2004 году. Наивысшим достижением страны на конкурсе на данный момент было пятое место, которое было достигнуто в 2012 году с песней «Suus» в исполнении Роны Нишлиу. Албания заняла второе по величине место при первом участии в 2004 году с песней «The Image of You» в исполнении Аньезы Шахини, заняв седьмое место. За время своего участия в конкурсе нация семь раз не смогла пройти в финал, причём заявки 2016 и 2017 годов были самыми последними, не прошедшими в финал. После 2017 года Албании удалось пройти в финал в трёх следующих соревнованиях. В 2022 году Албания не смогла пройти в финал, заняв 12-е место и набрав 58 очков с песней «Sekret» в исполнении Ронелы Хаяти, что стало восьмым непроходом в финал конкурса.
Албанская национальная телекомпания Radio Televizioni Shqiptar (RTSH) транслирует конкурс на территории Албании и организует Festivali i Këngës в качестве формата национального отбора на конкурс. После национального дебюта в 2004 году RTSH последовательно отбирал албанских исполнителей и песни в рамках последнего мероприятия, которое включает конкурс среди исполнителей и песен. Вещатель подтвердил намерение Албании участвовать в конкурсе 2023 года 3 июня 2022 года, а Европейский вещательный союз (EBU) подтвердил участие страны 20 октября.

## Национальный отбор
Представитель Албании на конкурсе песни «Евровидение-2023» был выбран в ходе 61-го выпуска Festivali i Këngës, ежегодного музыкального конкурса в Албании, организованного национальной телекомпанией Radio Televizioni Shqiptar (RTSH). Жюри выбрало тройку лучших участников фестиваля и присудило два приза молодым и альтернативным группам и признанным артистам, в то время как отдельное телеголосование выбрало Албанию для участия в «Евровидении».
RTSH открыла период подачи заявок для заинтересованных артистов и композиторов с 3 июня 2022 года. Предварительный список из 26 артистов был опубликован 27 октября 2022 года. 20 ноября 2022 года ведущая Арбана Османи подтвердила через социальные сети, что, в отличие от последних лет, когда RTSH выпускал конкурирующие песни перед шоу, песни, участвующие в фестивале, не будут обнародованы до начала конкурса. В первых двух полуфиналах все 26 артистов впервые исполнили свои песни. В конце второго полуфинала пять из десяти участников секции «Новые артисты» были отобраны членами жюри для участия в четвёртом и заключительном шоу конкурса. Тем не менее, все 16 участников секции «Большие артисты» вышли в финал без предварительного отбора.

### Финал
Финал состоялся 22 декабря 2022 года. Во время шоу были вручены премии «Молодая или альтернативная группа» и «Карьерная награда». Жюри выбрало своих 3-х лучших фаворитов, и только зрители проголосовали за то, кто будет представлять Албанию на конкурсе песни «Евровидение-2023». Голосование было доступно в Албании и Косово. Эльза Лила с песней «Evita» стала победительницей, в то время как занявшие второе место Альбина & Семья Кельменди с песней «Duje» стали победителями отдельного телевизионного отбора и, таким образом, были объявлены представителем Албании на конкурсе песни «Евровидение-2023».
Обозначения:      победитель      2-е место      3-е место
| Номер | Артист                    | Песня                  | Перевод                 |
| ----- | ------------------------- | ---------------------- | ----------------------- |
| 1     | 2 Farm                    | «Atomike»              | «Атомный»               |
| 2     | Sergio Hajdini            | «Vështirë»             | «Трудный»               |
| 3     | Gjergj Kaçinari           | «Dje»                  | «Вчера»                 |
| 4     | Alban Kondi и Lore        | «Melodi»               | «Мелодия»               |
| 5     | Vanesa Sono               | «Aroma jonë»           | «Наш запах»             |
| 6     | Эльза Лила                | «Evita»                | «Эвита»                 |
| 7     | Erma Mici                 | «Kozmosi i dashurisë»  | «Космос любви»          |
| 8     | Franc Koruni              | «Në pritje»            | «Ожидание»              |
| 9     | Gent Hoxha                | «Ajër»                 | «Воздух»                |
| 10    | Petrit Çarkaxhiu          | «Emri yt mirësi»       | «Имя доброты»           |
| 11    | Melodajn Mancaku          | «Gjysma e zemrës sime» | «Половина моего сердца» |
| 12    | Manjola Nallbani          | «Duaj»                 | «Любовь»                |
| 13    | Urban Band                | «Në çdo hap»           | «На каждом шагу»        |
| 14    | Enxhi Nasufi              | «Burrë»                | «Человек»               |
| 15    | Rovena Dilo               | «Motit»                | «Погода»                |
| 16    | Fifi                      | «Stop»                 | «Стоп»                  |
| 17    | Резарта Смайя             | «N’Eden»               | «В Эдеме»               |
| 18    | Evi Reçi                  | «Ma kthe»              | «Верни меня обратно»    |
| 19    | Fabian Basha              | «Një gotë»             | «Стакан»                |
| 20    | Альбина & Семья Кельменди | «Duje»                 | «Люблю это»             |
| 21    | Lynx                      | «Nëse ke besim»        | «Если у вас есть вера»  |

## Евровидение

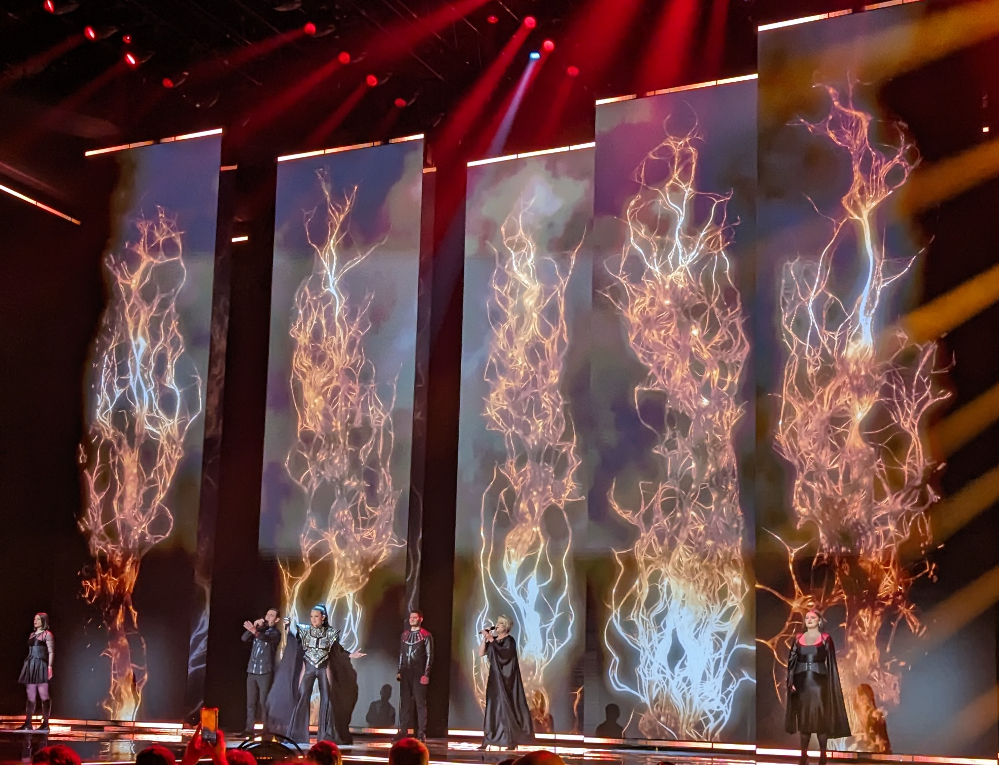
Евровидение 2023 — 2 полуфинал — Албания — Альбина и семья Кельменди

Согласно правилам «Евровидения», все страны, за исключением принимающей страны и «Большой пятёрки» (Франция, Германия, Италия, Испания и Великобритания), должны пройти отбор в одном из двух полуфиналов, чтобы побороться за выход в финал; десять лучших стран из каждого полуфинала — окончательный выход в финал. Европейский вещательный союз (ЕВС) разделил страны-участницы на шесть разных групп на основе схемы голосования на предыдущих конкурсах, причём страны с благоприятной историей голосования были помещены в одну группу. 31 января 2023 года была проведена жеребьёвка, в результате которой каждая страна попала в один из двух полуфиналов, а также в какой половине шоу они выступят. Албания попала во второй полуфинал, который состоится 11 мая 2023 года, и было запланировано выступление во второй половине шоу.
После того, как были опубликованы все песни, участвовавшие в конкурсе 2023 года, порядок проведения полуфиналов был определен продюсерами шоу, а не путем другого розыгрыша, чтобы похожие песни не размещались рядом друг с другом. Албания должна была выступить на 14-й позиции после выступления Австрии и перед выступлением Литвы.
В конце шоу Албания была объявлена претендентом на участие в финале. Вскоре после этого было объявлено, что Албания выступит под 10-м номером в финале, после Швеции и перед Италией.

### Голосование
За выход в полуфинал каждая страна + остальной мир получают по 1-8, 10 и 12 баллов в результате телевизионного голосования. Для участия в финале каждая страна присуждает два набора баллов из 1-8, 10 и 12: один от своего профессионального жюри, а другой — от телезрителей. Жюри каждой страны состояло из пяти профессионалов музыкальной индустрии, которые являются гражданами страны, которую они представляют, с учётом гендерного и возрастного разнообразия. Судьи оценивают каждую запись на основе выступлений во время второй генеральной репетиции каждого шоу, которая проходит вечером перед каждым живым выступлением, по ряду критериев, включая вокальные данные; сценическое исполнение; композицию и оригинальность песни; и общее впечатление от выступления. Члены жюри могут принимать участие в работе коллегии только один раз в три года и обязаны подтвердить, что они не связаны ни с одним из участвующих выступлений таким образом, который мог бы повлиять на их способность голосовать беспристрастно. Члены жюри также должны голосовать независимо, при этом обсуждение их голоса с другими членами жюри не допускается. Точный состав профессионального жюри, а также результаты жюри каждой страны и телетрансляции были опубликованы после гранд-финала; индивидуальные результаты каждого члена жюри также будут опубликованы в анонимной форме.
В таблицах ниже представлена разбивка баллов, набранных Албанией во втором полуфинале и финале песенного конкурса "Евровидение-2023", а также по странам в обоих случаях. В полуфинале Албания заняла 9-е место, набрав в общей сложности 83 очка, в том числе 12 от телезрителей из Словении и остального мира. В финале Албания заняла 22-е место с 76 очками, в том числе 12 — у телезрителей из Швейцарии.
Национальные телезрители присудили 12 очков Австралии в полуфинале и Италии в финале. Жюри присудило 12 очков победителю, Швеции в финале.

#### Баллы, данные Албании
| Счёт      | Телеголосование             |
| --------- | --------------------------- |
| 12 баллов | - Шаблон:ESCRotW - Словения |
| 10 баллов | Греция                      |
| 8 баллов  | - Бельгия - Румыния         |
| 7 баллов  | Армения                     |
| 6 баллов  | Австрия                     |
| 5 баллов  | Великобритания              |
| 4 балла   | Польша                      |
| 3 балла   | - Австралия - Дания         |
| 2 балла   | - Исландия - Испания        |
| 1 балл    | Кипр                        |

| Счёт      | Телеголосование              | Жюри        |
| --------- | ---------------------------- | ----------- |
| 12 баллов | Швейцария                    |             |
| 10 баллов |                              |             |
| 8 баллов  | Германия                     | Азербайджан |
| 7 баллов  | - Италия - Словения          |             |
| 6 баллов  | Хорватия\|Шаблон:ESCRotW     |             |
| 5 баллов  |                              | Румыния     |
| 4 балла   | Греция                       |             |
| 3 балла   | - Австрия - Бельгия - Мальта | Греция      |
| 2 балла   |                              |             |
| 1 балл    |                              | Молдова     |

#### Баллы, данные Албанией
| Счёт      | Телеголосование |
| --------- | --------------- |
| 12 баллов | Австралия       |
| 10 баллов | Австрия         |
| 8 баллов  | Армения         |
| 7 баллов  | Польша          |
| 6 баллов  | Кипр            |
| 5 баллов  | Литва           |
| 4 балла   | Словения        |
| 3 балла   | Бельгия         |
| 2 балла   | Эстония         |
| 1 балл    | Исландия        |

| Счёт      | Телеголосование | Жюри      |
| --------- | --------------- | --------- |
| 12 баллов | Италия          | Швеция    |
| 10 баллов | Швеция          | Армения   |
| 8 баллов  | Хорватия        | Эстония   |
| 7 баллов  | Кипр            | Швейцария |
| 6 баллов  | Финляндия       | Израиль   |
| 5 баллов  | Израиль         | Бельгия   |
| 4 балла   | Норвегия        | Кипр      |
| 3 балла   | Франция         | Австралия |
| 2 балла   | Словения        | Италия    |
| 1 балл    | Польша          | Испания   |

#### Подробные результаты голосования
В состав албанского жюри вошли следующие члены:
- Гайк Захарян
- Йосиф Гийпали
- Сокол Марси
- Энеда Тарифа
- Сонита Дьепаджа

| Номер | Страна         | Жюри    | Жюри    | Жюри    | Жюри    | Жюри    | Жюри | Жюри  | Телеголосование | Телеголосование |
| Номер | Страна         | Судья 1 | Судья 2 | Судья 3 | Судья 4 | Судья 5 | Ранг | Баллы | Ранг            | Баллы           |
| ----- | -------------- | ------- | ------- | ------- | ------- | ------- | ---- | ----- | --------------- | --------------- |
| 01    | Австрия        | 24      | 25      | 21      | 15      | 14      | 25   |       | 20              |                 |
| 02    | Португалия     | 8       | 14      | 20      | 16      | 22      | 18   |       | 25              |                 |
| 03    | Швейцария      | 2       | 3       | 2       | 10      | 17      | 4    | 7     | 18              |                 |
| 04    | Польша         | 23      | 15      | 11      | 17      | 18      | 19   |       | 10              | 1               |
| 05    | Сербия         | 15      | 16      | 23      | 18      | 19      | 24   |       | 21              |                 |
| 06    | Франция        | 11      | 4       | 10      | 21      | 20      | 14   |       | 8               | 3               |
| 07    | Кипр           | 16      | 5       | 3       | 11      | 16      | 7    | 4     | 4               | 7               |
| 08    | Испания        | 10      | 6       | 4       | 22      | 23      | 10   | 1     | 19              |                 |
| 09    | Швеция         | 1       | 1       | 12      | 1       | 1       | 1    | 12    | 2               | 10              |
| 10    | Албания        |         |         |         |         |         |      |       |                 |                 |
| 11    | Италия         | 4       | 17      | 6       | 12      | 9       | 9    | 2     | 1               | 12              |
| 12    | Эстония        | 3       | 19      | 5       | 2       | 3       | 3    | 8     | 14              |                 |
| 13    | Финляндия      | 25      | 18      | 24      | 14      | 12      | 22   |       | 5               | 6               |
| 14    | Чехия          | 5       | 21      | 13      | 13      | 8       | 13   |       | 15              |                 |
| 15    | Австралия      | 6       | 20      | 14      | 4       | 7       | 8    | 3     | 24              |                 |
| 16    | Бельгия        | 9       | 7       | 15      | 5       | 6       | 6    | 5     | 17              |                 |
| 17    | Армения        | 17      | 11      | 1       | 3       | 2       | 2    | 10    | 12              |                 |
| 18    | Молдова        | 22      | 12      | 17      | 19      | 15      | 21   |       | 16              |                 |
| 19    | Украина        | 18      | 22      | 16      | 20      | 4       | 16   |       | 11              |                 |
| 20    | Норвегия       | 12      | 23      | 22      | 25      | 13      | 23   |       | 7               | 4               |
| 21    | Германия       | 21      | 24      | 18      | 7       | 11      | 17   |       | 22              |                 |
| 22    | Литва          | 19      | 10      | 9       | 8       | 10      | 15   |       | 23              |                 |
| 23    | Израиль        | 13      | 8       | 8       | 6       | 5       | 5    | 6     | 6               | 5               |
| 24    | Словения       | 14      | 2       | 25      | 23      | 21      | 12   |       | 9               | 2               |
| 25    | Хорватия       | 20      | 9       | 19      | 24      | 25      | 20   |       | 3               | 8               |
| 26    | Великобритания | 7       | 13      | 7       | 9       | 24      | 11   |       | 13              |                 |